# Svinja
Svinja je bilo koja životinja iz roda Sus, unutar jednonožnih kopitara obitelji Suidae. Svinje uključuju domaće svinje i njihovog pretka, običnu euroazijsku divlju svinju (Sus scrofa), zajedno s drugim vrstama. Svinje su porijeklom s euroazijskog i afričkog kontinenta, u rasponu od Europe do pacifičkih otoka. Osim svinja, u porodici Suidae su: babirusa iz Indonezije, pigmejska svinja iz Južne Azije, bradavičasta svinja i drugi svinjski rodovi iz Afrike. Suidaesu sestrinska klada pekarijima.
Nastale su u Euraziji, gdje su ih moderni ljudi s vremenom pripitomili te ih koriste kao izvor hrane i kože. U nekim dijelovima svijeta, svinje se drže kao kućni ljubimci.
Glava joj je izdužena, sa snažnom njuškom koja se završava rilom i ima 44 zuba. Želudac je okruglast i jednostavan, crijeva su oko 15 puta duža od trupa. Tijelo je obraslo čekinjama, a ispod kože nalazi se debeo sloj masti. Svinje nemaju znojne žlijezde pa zato za toplog vremena nastoje biti blizu vode i mulja radi rashlađivanja. Mulj se također koristi kao zaštita od sunca.
Svinje su svežderi, pa ih je relativno jednostavno uzgajati. Zbog izvrsnog čula njuha koriste se i za traganje za tartufima.
U svinjogojstvu su cijenjene engleske pasmine svinja. Najpoznatije su: berkšir, jorkšir, zatim danske bijele i njemačke oplemenjene. Hrvatske pasmine svinja su: turopoljska, crna slavonska, čupava mangulica i banijska šara.
Svinje se smatraju jednim od najinteligentnijih životinja.